# Estació d'Entença
Entença és una estació de la L5 del Metro de Barcelona situada sota el carrer Rosselló al districte de l'Eixample de Barcelona.
L'estació va entrar en servei el 1969 com a part de la Línia V amb el nom d'Entenza fins que el 1982 amb la reorganització dels números de línies i canvis de nom d'estacions va adoptar el nom actual.
| Metro de Barcelona     |               |       |                 |                        |
| Procedència/Destinació | <             | Línia | >               | Procedència/Destinació |
| Cornellà Centre        | Sants Estació |       | Hospital Clínic | Vall d'Hebron          |

## Accessos
- Carrer Rocafort
- Carrer Entença